# Mieczysław Lencznarowicz
Mieczysław Lencznarowicz (ur. 1 stycznia 1923 w Łańcucie, zm. 22 sierpnia 2016 w Szczecinie) – podoficer Armii Krajowej, kawaler Krzyża Srebrnego Orderu Wojennego Virtuti Militari.

## Życiorys
Syn Gustawa (ur. 1893), kapitana Wojska Polskiego, pełniącego służbę w KRU Łańcut, i Heleny z domu Wojnar (nauczycielki). W roku 1936 wstąpił do lwowskiego Korpusu Kadetów Nr 1, którego elewem pozostawał do wybuchu II wojny światowej. We wrześniu 1939 bronił Lwowa w szeregach plutonu łączności kompanii harcerskiej, wchodzącej w skład Ochotniczego Batalionu Obrony Lwowa. Od 1940 działał w Związku Walki Zbrojnej na terenie powiatu łańcuckiego. W 1942 skierowany do Szefostwa Konspiracyjnej Produkcji Broni krakowskiego Okręgu ZWZ-AK. Uczestnik akcji zlikwidowania szefa Urzędu Pracy Generalnego Gubernatorstwa, przeprowadzonej w Krakowie 23 października 1943, za udział w której odznaczony został Krzyżem Srebrnym Orderu Wojennego Virtuti Militari.
Przeniesiony do Inspektoratu Miechów AK (listopad 1943) i awansowany do stopnia kaprala podchorążego. W sierpniu 1944 mianowany do rangi plutonowego podchorążego. Od lutego 1944 w oddziale partyzanckim wraz z którym, w czasie akcji „Burza”, wszedł w skład Szturmowego Batalionu Partyzanckiego, walczącego w ramach 106 Dywizji Piechoty AK. Uczestniczył w walkach jako dowódca drużyny, a następnie plutonu. Od sierpnia do września 1945 więziony w Gdańsku przez organa bezpieczeństwa publicznego. Ujawnił się w połowie października 1945 i został zweryfikowany w stopniu podporucznika. W roku 1948 ukończył Państwową Szkołę Morską w Gdyni. W latach 1948–1949 ponownie więziony, do roku 1956 pozbawiony był możliwości pływania na statkach. Zrehabilitowany po odwilży październikowej.
Absolwent szczecińskiej Wyższej Szkoły Ekonomicznej (1953) i Politechniki Szczecińskiej (1958), w roku 1966 uzyskał dyplom kapitana żeglugi wielkiej. Do czasu przejścia na emeryturę (w 1983) pracował jako kapitan i oficer nawigator w polskiej marynarce handlowej - na statkach Polskich Linii Oceanicznych i Polskiej Żeglugi Morskiej. 
W 1949 zawarł związek małżeński z Janiną Szerszeń (zm. w 1956), w roku 1958 ożenił się ponownie z Marią Nowak. Z pierwszego małżeństwa ma syna Krzysztofa, a z drugiego syna Jana. Mieszkał w Szczecinie, gdzie zmarł w 2016. Spoczywa na cmentarzu Centralnym w Szczecinie – kwatera 25C, rząd 2, grób 13. 
W roku 2015 został mianowany, decyzją Ministra Obrony Narodowej, na stopień majora.

## Odznaczenia
- Krzyż Srebrny Orderu Wojennego Virtuti Militari
- Krzyż Walecznych
- Brązowy Krzyż Zasługi z Mieczami